# Charles Kettering

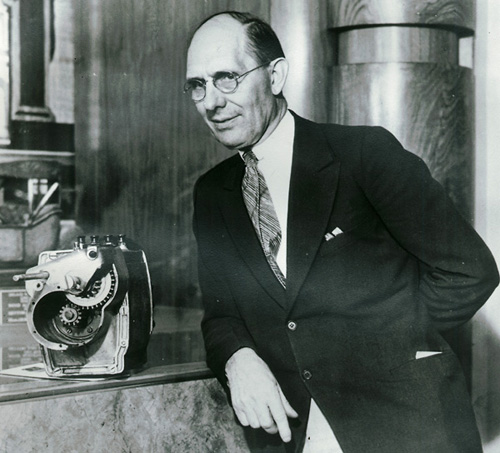
Charles Kettering mit seinem ersten elektrischen Anlasser

Charles Franklin Kettering (* 29. August 1876 auf einer Farm in der Nähe von Loudonville, Ohio; † 25. November [nach anderen Quellen 24. November] 1958 in Dayton (Ohio)) war Bauer, Schullehrer, Ingenieur, Wissenschaftler, Erfinder und Philosoph. Wegen seiner schwachen Augen musste er zweimal sein Studium der Mechanik und Elektrotechnik an der Ohio State University unterbrechen, bevor er es 1904 erfolgreich abschließen konnte.
Nach seiner Überzeugung entstanden Innovationen am ehesten durch interdisziplinäre Zusammenarbeit, und er versuchte, dieses Prinzip überall anzuwenden.
Kettering war Inhaber von mehr als 300 Patenten. Er fand eine Lösung, um den elektrischen Anlasser für Verbrennungsmotoren serientauglich zu machen, und die elektrische Fahrzeugbeleuchtung. Seine erste Arbeitsstelle war bei der National Cash Register Co. in Dayton (Ohio), wo er die erste elektrische Registrierkasse erfand. Andere Erfindungen waren u. a. ein Vorläufer des Marschflugkörpers, ein Inkubator für Frühgeburten und ein Generator, der eine entscheidende Rolle bei der Entwicklung der Diesellokomotive spielte.
Kettering gründete die Dayton Engineering Laboratories Company (Delco), welche 1920 an General Motors verkauft und in General Motors Research Corporation umbenannt wurde. Kettering wurde Vizepräsident der Firma und blieb 27 Jahre lang Entwicklungschef des Konzerns GM. Dort war er unter anderem für die Entwicklung von Tetraethylblei als Antiklopfmittel im Benzin und Fluorchlorkohlenwasserstoffe (FCKW) für Kühlschränke verantwortlich (beide im Wesentlichen von Thomas Midgley entwickelt).
1928 wurde er zum Mitglied der National Academy of Sciences gewählt. Im gleichen Jahr wurde er Fellow der American Physical Society. Seit 1930 war er Mitglied der American Philosophical Society. Die Ortschaft Kettering (ein Vorort von Dayton) wurde ihm zu Ehren umbenannt, als sie 1955 eingemeindet wurde. 1998 wurde das GMI Engineering and Management Institute (ehemals General Motors Institute) in Flint ebenfalls ihm zu Ehren in Kettering University umbenannt. Seit 1979 wird von der General Motors Cancer Research Foundation der nach ihm benannte Charles F. Kettering Prize verliehen.
Ein bekanntes Zitat ist: „In einer Fünftelsekunde kannst du eine Botschaft rund um die Welt senden. Aber es kann Jahre dauern, bis sie von der Außenseite eines Menschenschädels nach innen dringt.“
Ein ebenso prägendes Zitat von ihm ist: „Niemand hätte jemals den Ozean überquert, wenn er die Möglichkeit gehabt hätte, bei Sturm das Schiff zu verlassen.“
Ein anderer bekannter und sehr philosophischer Spruch besagt: „Ich interessiere mich sehr für die Zukunft, denn ich werde den Rest meines Lebens in ihr verbringen.“